# Ricimer
Ricimer (Flavius Ricimer), född cirka 418, död i augusti 472, var en romaniserad germansk fältherre och Västroms starke man från 456 fram till sin död. Han hade efter fältherren Aëtius död 454 ett mycket stort inflytande över senromersk politik och kejsarval, som magister militum och patricius. Under hans tid regerade till namnet kejsarna Petronius Maximus, Avitus, Majorianus, Severus, Anthemius och Olybrius. Under perioden 465-467 saknades kejsare varför Ricimer styrde riket helt själv.
Ricimer var, enligt osäkra uppgifter, son till en svebisk hövding och den visigotiska kungen Wallias dotter. Han utnämndes 456 av kejsaren Avitus till överbefälhavare i kriget mot vandalerna, som han besegrade på Sicilien och vid Korsika. Efter att han tillsammans med sin vän Majorianus störtat Avitus, bidrog han till att tillsätta Majorianus som kejsare, men tvingade honom att abdikera 461 och hjälpte då istället Libius Severus att bli kejsare. Ricimer störtade även denne 465 och utövade själv makten, tills omständigheterna tvingade honom att i april 467 komma överens med den östromerske kejsaren Leo I om att Anthemius skulle bli kejsare över Västromerska riket. Ricimer gifte sig med Anthemius dotter, men kom snart att få ett fientligt förhållande till sin svärfar, då denne inte ville fungera som hans frontfigur på tronen. Ricimer drog sig då tillbaka till Milano, samlade ihop en armé och stormade Rom i juli 472 efter tre månaders belägring. Efter att Anthemius dödats under sin flykt från staden lät Ricimer utropa Olybrius till kejsare. Redan månade, efter dog Ricimer i en febersjukdom. Efter Ricimers död övertog den burgundiske fältherren Gundobad rollen som Västroms starke man.